# Бернштейн, Карон
Карон Бернштейн (англ. Caron Bernstein; 16 августа 1970, Йоханнесбург, ЮАР) — американская модель, актриса, певица и автор песен.
Карон родилась в Йоханнесбурге, ЮАР. Она изучала живопись в Школе искусств. Переехала в Нью-Йорке в 14 лет после того, как фотограф Patsy Dunn попросил сделать тест-фотографии для её портфолио.
Карон снялась в фильмах «Кто это человек?» и «Бизнес для удовольствия».
Карон была замужем за гитаристом Rammstein Рихардом Круспе. Они поженились 29 октября 1999 года, а развелись в 2005/2006 году.

## Фильмография
| Год            |   | Русское название             | Оригинальное название     | Роль               |
| -------------- | - | ---------------------------- | ------------------------- | ------------------ |
| 1992           | ф | Музей восковых фигур 2       | Waxwork II: Lost in Time  | The Master’s Girl  |
| 1993           | ф | Кто этот человек?            | Who’s the Man?            | Келли              |
| 1992-1999—2000 | с | Дневники Красной Туфельки    | Red Shoe Diaries          | Лили               |
| 1997           | ф | Бизнес для наслаждения       | Business for Pleasure     | Изабель            |
| 2002           | ф | Операция «Полуночный оргазм» | Operation Midnight Climax | Kali Bondgirl Bond |
| 2002           | ф | Великий чемпион»             | Grand Champion            | Connie Shure       |
| 2005           | ф |                              | Indiscretion (101)        | Кристин            |